# Lengenfeld unterm Stein
Lengenfeld unterm Stein – dzielnica gminy Südeichsfeld w Niemczech, w kraju związkowym Turyngia, w powiecie Unstrut-Hainich.
Do 30 listopada 2011 była gminą należącą do wspólnoty administracyjnej Hildebrandshausen/Lengenfeld unterm Stein, której była również siedzibą.